# Iglesia de San Agustín (La Valeta)
Iglesia de San Agustín (en maltés: il-Knisja ta' Santu Wistin) es una de las iglesias construidas durante la creación de la nueva ciudad de Valletta, la capital de Malta. 

## Descripción
La primera piedra se colocó en 1571 según el plan y la dirección de Girolamo Cassar, arquitecto de la Orden de Malta. La iglesia fue reconstruida en 1765 según un plan de Giuseppe Bonici. 
La iglesia actual fue consagrada por Giovanni Maria Camilleri el 1 de julio de 1906. Durante la Segunda Guerra Mundial la iglesia fue alcanzada por un proyectil. Fue elevada a iglesia parroquial en 1968.

## Arquitectura
Varios de los artefactos encontrados dentro de la iglesia son originales de la primera iglesia. Uno de ellos es una importante pintura del siglo XVI del agustino Nicolás de Tolentino representada por el famoso artista Mattia Preti. Este se encuentra en la capilla del mismo santo.
La nave y el coro tienen cuatro tramos cubiertos con bóveda de cañón ligeramente arqueada. El Salón San Agustín, adyacente a la iglesia, es parte del plan original de Cassar.
En la primera capilla a la izquierda hay una pintura del agustino Juan de Sahagún. Es de la escuela de Preti y algunas de sus figuras se encuentran representadas en el techo de la Concatedral de San Juan. Debajo hay una pequeña pintura de Nuestra Señora de Gracia, sin fecha ni firma, también de la primera iglesia.

## Obras de arte
La iglesia es famosa por la estatua de Santa Rita, cuya fiesta se celebra en mayo con una procesión con su estatua por las calles de La Valeta.
El edificio de la iglesia figura en el Inventario Nacional de Bienes Culturales de las Islas Maltesas.
Su órgano de tubos fue construido por la empresa italiana Mascioni y se caracteriza por sus características tonales. Robert Buhagiar revisó el instrumento en 2010.